# Svibyviken, Åland
Svibyviken är en vik på Åland längst in i inloppet till Mariehamn och plats för stadens primära hamn Västerhamn. Svibyviken delar Jomala kommun och Mariehamn stad.
På den östra stranden som tillhör Mariehamn finns berget Lotsberget, reningsverket Lotsbroverket, Västerhamn, Ålands sjöfartsmuseum med s/v Pommern, Åländska Segelsällskapets gästhamn, Algots varv och Notuddens småbåtshamn. Stadsdelar som gränsar till Svibyviken är Lotsberget, Främmanberg, Dalberg, Rossen, Västra Klinten och Apalängen. Den västra stranden som tillhör Möckelö i Jomala kantas av egnahemshus. Söder om Svibyviken finns Korrviken.

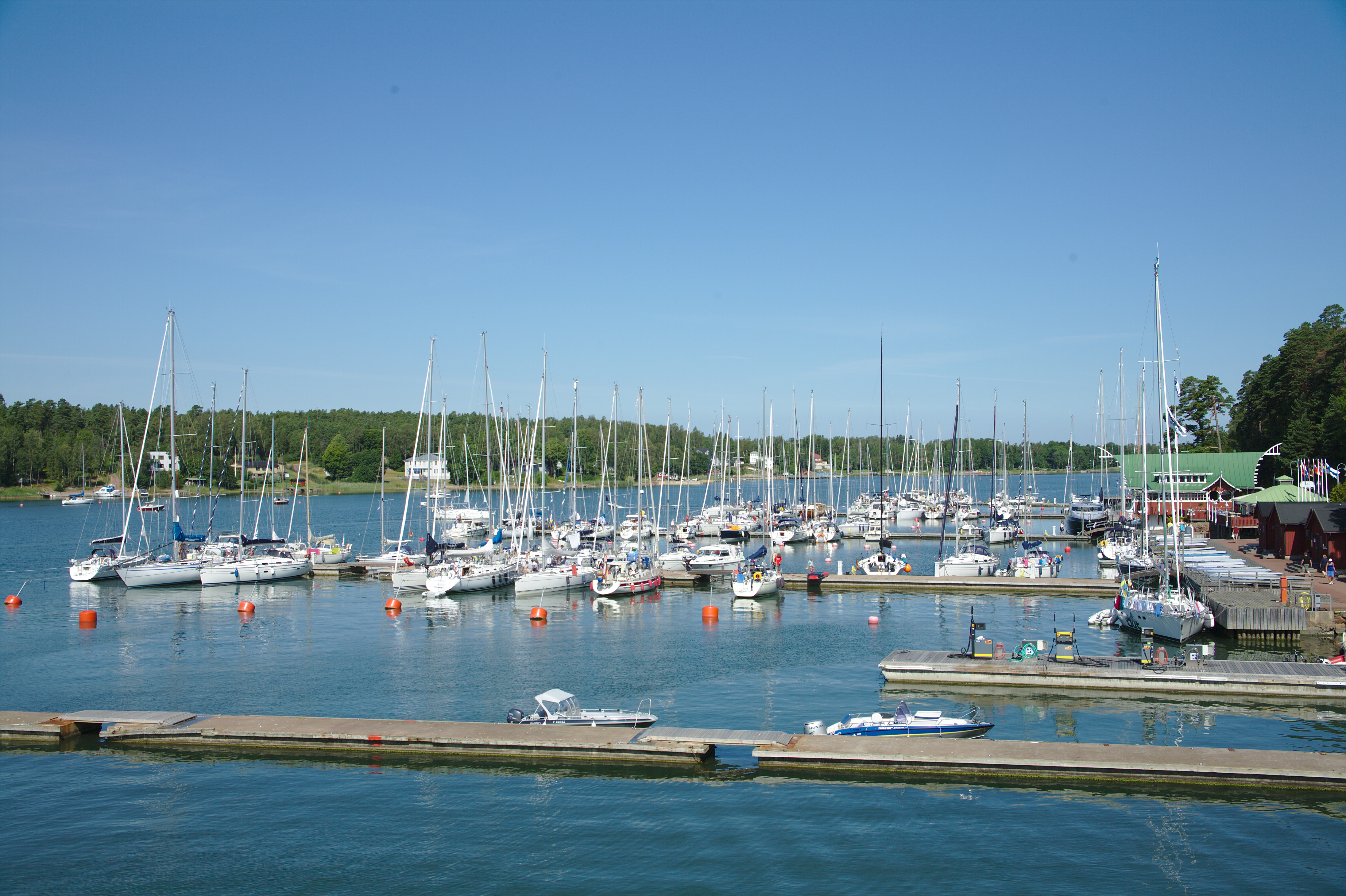
Vy över Svibyviken norrut från museifartyget Pommern, närmast Åländska Segelsällskapets gästhamn. I bakgrunden egnahemshus på Möckelöstranden.

Den 8,2 meter djupa farleden Mariehamnleden slutar vid Västerhamn. Den norra delen av viken korsas av Sviby bro och vägbank som är en del av landskapsväg 1. Bron och vägbanken som byggdes på 1950-talet breddades och fick ny brokonstruktion 2009.
Vattenkvaliteten i den inre Svibyviken är övergödd och syrefattig. Detta beror på att vattenområdet är mycket avsnört och belastas av jordbruks- och rävfarmsutsläpp som leds ut i viken genom Möckelbybäcken.